# How a Black Man Feels
Albums de Schoolly D
Am I Black Enough for You?
(1989) Welcome to America
(1994)
Singles
1. King of New York
Sortie : 1990
2. Original Gangster
Sortie : 1991
3. Where'd You Get That Funk From
Sortie : 1991

How a Black Man Feels est le cinquième album studio de Schoolly D, sorti le 15 octobre 1991.

## Liste des titres
| No  | Titre                             | Contient un (des) sample(s) de | Durée |
| --- | --------------------------------- | --- | ----- |
| 1.  | Run                               | Who Is He and What Is He to You? de Creative Source (en) Jam Master Jay de Run–DMC Kissing My Love de Bill Withers | 4:12  |
| 2.  | Your Worst Nightmare              | Funky des Chambers Brothers | 4:52  |
| 3.  | King of New York                  | Fencewalk de Mandrill Change the Beat (Female Version) de Beside Get Off Your Ass and Jam de Funkadelic P.S.K. - What Does It Mean? de Schoolly D Terminator X Speaks with His Hands de Public Enemy The Assembly Line des Commodores Tough de Kurtis Blow Sucker M.C.'s (Krush Groove 1) de Run–DMC It's Like That de Run–DMC Gangster Boogie des Chicago Gangsters | 4:35  |
| 4.  | Original Gangster                 | La Di Da Di de Doug E. Fresh et Slick Rick AJ Scratch de Kurtis Blow | 3:39  |
| 5.  | Die Nigger Die                    | Raw de Big Daddy Kane Make It Funky de James Brown Bonus (A Side) d'Hashim | 4:56  |
| 6.  | Where'd You Get That Funk From    | Atomic Dog de George Clinton More Bounce to the Ounce de Zapp I Know You Got Soul de Bobby Byrd Funky Drummer de James Brown Funkentelechy de Parliament 'Cross the Tracks (We Better Go Back) de Maceo & the Macks Ain't We Funkin' Now des Brothers Johnson | 4:43  |
| 7.  | How a Black Man Feels             | Amen, Brother des Winstons Get Up Offa That Thing de James Brown Johnny the Fox Meets Jimmy the Weed de Thin Lizzy | 3:50  |
| 8.  | Just Another Killer               | I'm Gonna Love You Just a Little More Baby de Barry White I Am Trying de l'Atlanta Disco Band Here We Go (Live at the Funhouse) de Run–DMC Bring the Noise de Public Enemy Longshoe Advises Clark (Extrait du film Short Eyes) | 5:32  |
| 9.  | Peace to the Nation               | Can I Get Some Help de James Brown That's the Joint de Funky 4 + 1 Get Up, Get Into It, Get Involved de James Brown | 4:45  |
| 10. | Sometimes It's Got to Be That Way | Breakin' Bread de Fred & the New J.B.'s Brothers Gonna Work It Out de Public Enemy Bring the Noise de Public Enemy Funky President (People It's Bad) de James Brown | 4:41  |